# Alexandra Bachzetsis
Alexandra Bachzetsis, née en 1974 à Zurich, est une chorégraphe et artiste visuelle gréco-suisse,. Ses travaux mêlent arts visuels, danse, performance et théâtre,.

## Biographie
Alexandra Bachzetsis est née à Zurich, en Suisse, en 1974. Elle étudie au Zürcher Kunstgymnasium et au Dimitri Schule à Verscio, tous deux en Suisse. Elle étudie l'art de la performance au STUK Arts Center à Louvain en Belgique de 1997 à 1999,.
De 1999 à 2004, elle est danseuse pour Les Ballets C de la B à Gand et pour Sasha Waltz & Guests à Berlin. En parallèle, elle crée sa propre compagnie en 2001 où elle intervient en tant que danseuse et chorégraphe. Elle suit une maîtrise en chorégraphie et performance à DAS Academy of Theatre and Dance à Amsterdam entre 2004 et 2006.
En 2015, elle est en résidence dans trois lieux différents : la résidence Sterna Nisyros en Grèce, la Tanzhaus Zurich en Suisse et la résidence Rauschenberg à Captiva, en Floride,.
Alexandra Bachzetsis est représentée à Mexico par la galerie Kurimanzutto et en Allemagne par la galerie Meyer Riegger,.

## Caractéristiques artistiques
Le travail d'Alexandra Bachzetsis s'appuie principalement sur les corps et les questions de genres. Elle s'inspire des codes des subcultures telles que le voguing, le pole dance, le R&B, etc. qu'elle mêle à des pratiques de danse contemporaine.
Dans ses performances, Alexandra Bachzetsis dénonce les stéréotypes des représentations des corps féminins dans la culture populaire, l'industrie du spectacle ou encore l'industrie du sexe. Au contraire, elle utilise ces stéréotypes pour construire un nouveau langage auto-centré et responsabilisant.

## Œuvres principales
Les expositions, performances et chorégraphies d'Alexandra Bachzetsis sont représentées dans différents pays, tels que l'Allemagne, la Belgique, la Chine, les États-Unis, France, la Grèce, les Pays-Bas, le Mexique, le Royaume-Uni et le Portugal.
Ses œuvres se déclinent le plus souvent en plusieurs volets : chorégraphie / performance / expositions.

### Principales chorégraphies et performances
- From A to B via C, 2015
- Private: Wear a mask when you talk to me, 2016
- Massacre: Variations on a Theme, 2017
- Private Song, 2018
- Escape Act, 2019

## Prix et récompenses
- 2018 : Kunstpreis 2018, ville de Zurich, Suisse
- 2016 : The Swiss Art Awards, catégorie Art
- 2012 : Prix Suisse de la Performance, Suisse.
- 2011 : Swiss Art Awards, Suisse.
- 2009 : Prix de la Performance de «Bluff», Département culture, Canton de Bâle, Suisse
- 2009 : Bourse de travail de la Ville de Zurich, Suisse
- 2007 : Migros-Kulturprozent Jubilee Award, Suisse